# Bohusz Bohowitynowicz
Bohusz Michał Bohowitynowicz herbu Pelikan (zm. 1530) – podskarbi ziemski litewski, poseł króla Zygmunta I Starego.

## Życiorys
Był synem pisarza królewskiego Bohusza Bohowitynowicza. Ożeniony z Teodorą Sanguszkówną miał córki: Annę, Teodorę i Juliannę.
Od 1506 roku był pisarzem litewskim, w 1509 r. został chwilowo podskarbim ziemskim, w 1511 r. – marszałkiem królewskim, zaś od 1519 był podskarbim ziemskim litewskim. W latach 1510–1530 był marszałkiem hospodarskim. Będąc zaufanym króla Zygmunta I Starego, był jego posłem do Moskwy, Wiednia i Augsburga.